# Watanabe Kunitake
Watanabe Kunitake est un nom japonais traditionnel ; le nom de famille (ou le nom d'école), Watanabe, précède donc le prénom (ou le nom d'artiste).
Le vicomte Watanabe Kunitake ((渡辺国武) (29 mars 1846 - 11 mars 1919) est un homme politique japonais des ères Meiji et Taishō qui fut principalement ministre des Finances.

## Biographie
Watanabe est né en 1846 dans le hameau de Tobori dans la province de Shinano (actuelle ville de Okaya dans la préfecture de Nagano), où son père est un samouraï au service du domaine de Takashima. Il perd ses parents pendant son enfance et est élevé par ses grands-parents et son frère aîné. Après avoir étudié les arts militaires à l'académie du domaine, il se rend à Edo étudier à l'académie de Sakuma Shōzan. Cependant, à la suite de l'assassinat de Sakuma, il reste à la résidence du domaine à Edo où il étudie le français. En 1868, il est envoyé à Kyoto comme membre de la suite de son daimyo, Suwa Tadaaya, qui a été chargé de devoirs de garde au palais de Kyoto, et c'est à cette occasion qu'il rencontre pour la première fois Ōkubo Toshimichi qui refuse de le laisser entrer dans le palais du fait que son laisser-passer n'est pas en ordre.
En 1871, après la restauration de Meiji, Watanabe et son frère sont appelés à Tokyo pour travailler au nouveau ministère des Affaires populaires aux côtés d'Ōkubo. En 1873, il rejoint le ministère du Trésor (en). Cependant, avec le débat du Seikanron (sur la nécessité d'envahir la Corée) et les problèmes causés par le mouvement pour la liberté et les droits du peuple, Ōkubo demande à Watanabe d'être médiateur pour le ministère de l'Intérieur, le nommant gouverneur des préfectures de Kōchi et de Tokushima en 1876, puis avec la rébellion de Satsuma, gouverneur de la préfecture de Fukuoka en 1877, et de nouveau de Kōchi en 1879. Incapable d'aider efficacement Ōkubo, il quitte ces postes et se retire à Kyoto où il se consacre à l'étude du français, de l'allemand, de l'anglais, ainsi que du latin et du grec ancien. Au moment de la réorganisation du gouvernement de 1881, Watanabe est rappelé au service par Matsukata Masayoshi en 1882 pour devenir chef du bureau de recherche du ministère des Finances, puis directeur du budget en 1886, et secrétaire des finances en 1888.
Après la démission de Matsukata à la suite du scandale des élections provoqué par Shinagawa Yajirō en 1892, Watanabe est nommé ministre des Finances dans le 2e gouvernement d'Itō Hirobumi. Pendant la durée de son poste, le gouvernement se retrouve dans une impasse budgétaire car les partis politiques d'opposition demandent de grandes réductions des dépenses publiques alors que l'armée réclament plus de navires. L'impasse n'est seulement résolue que par l'intervention personnelle de l'empereur Meiji, et Watanabe est remplacé comme ministre des Finances par Matsukata le 17 mars 1896, mais retourne à ce poste du 27 août au 18 septembre  de la même année. Watanabe participe à l'établissement du comité sur le système monétaire qui est chargé d'analyser le meilleur système pour l'économie japonaise sur le long terme.
Watanabe est également ministre des Communications en 1895 dans le 2e gouvernement d'Itō Hirobumi et sert aussi comme vice-Premier ministre d'Itō.
En 1900, Watanabe devient l'un des membres fondateurs du parti politique Rikken Seiyūkai. Il est renommé ministre des Finances dans le 4e gouvernement d'Itō en 1900-1901, malgré ses précédentes querelles avec Itō au sujet des nominations politiques. Pendant la durée de son poste, il tente d'imposer une politique d'austérité au budget avec l'adoption de taxes sur le sucre et l'alcool, et réduit les entreprises gouvernementales. Les mesures sont votées par chambre des représentants mais bloquées par la chambre des pairs, provoquant une nouvelle impasse pour la Diète du Japon qui n'est résolue qu'avec la démission de Watanabe.
Après son départ, Watanabe se retire de la vie publique. Il visite la Russie avant la guerre russo-japonaise de 1904-1905, dont il sera un fervent opposant, et est le chef de l'opposition au traité de Portsmouth. Après une attaque cérébrale, il se retire dans sa villa à Azabu, puis à Izu, où il meurt en 1919 à l'âge de 72 ans. Célibataire toute sa vie, il adopte Chifuyu Watanabe, le troisième fils de son frère Chiaki, comme héritier. Watanabe est l'auteur de poèmes et de proses et jouait du koto, la harpe japonaise.